# Tassadia trailiana
Tassadia trailiana är en oleanderväxtart som först beskrevs av George Bentham, och fick sitt nu gällande namn av J. Fontella Pereira. Tassadia trailiana ingår i släktet Tassadia och familjen oleanderväxter. Inga underarter finns listade i Catalogue of Life.